# متلازمة مضادات الذهان الخبيثة
متلازمة مضادات الذهان الخبيثة (بالإنجليزية: Neuroleptic malignant syndrome)‏ هي حالة مرضية نادرة ومهددة للحياة وهي عبارة عن رد فعل عكسي للأدوية المضادة للذهان تتسم بالحمى الشديدة، الإرتباك، التعرق، إرتفاع وتيرة القلب، صلابة العضلات، تغير الحالة العقلية، والخلل اللاإرادي. قد تشمل المضاعفات انحلال الربيدات، فرط بوتاسيوم الدم، قصور كلوي، أو نوبات. غالبا ماتحدث هذه الحالة بعد فترة وجيزة من البدء في تناول مضادات الذهان أو بعد زيادة الجرعة.
يمكن أن يسبب أي دواء من عائلة مضادات الذهان هذه الحالة، على الرغم من أن مضادات الذهان النمطية أخطر على المريض من مضادات الذهان غير النمطية. يبدأ ظهور الأعراض غالبًا في غضون أسابيع قليلة من بدء تعاطي الدواء ولكن يمكن أن تظهر في أي وقت. تشمل عوامل الخطر التجفاف، والهياج، وشذوذ الحركة. إن التقليل السريع في استخدام دواء الليفودوبا قد يؤدي أيضًا إلى حدوث هذه الحالة. تتضمن الآلية الأساسية حصار مستقبلات الدوبامين. يعتمد التشخيص على الأعراض.
يشمل العلاج إيقاف الدواء المتهم، والتبريد السريع، وتعاطي أدوية أخرى. تشمل الأدوية المستخدمة الدانترولين، والبروموكريبتين، والديازيبام. تعادل نسبة الموت بين المتضررين حوالي 10%. لتحسين نتائج العلاج، يحتاج المريض للتشخيص والعلاج السريعين. يمكن في نهاية المطاف السماح لكثير من الأشخاص بتعاطي مضادات الذهان من جديد لكن بجرعة أقل.
اعتباراً من عام 2011، من بين المرضى الموجودين في مستشفيات الطب النفسي الذين يتعاطون مضادات الذهان، يتأثر بالمرض حوالي 15 شخصًا من كل 100000 سنويًا.  في النصف الثاني من القرن العشرين، كانت المعدلات أعلى بنحو 2% (2000 شخص لكل 100000). يبدو أن الذكور يتأثرون أكثر من الإناث. وصفت الحالة لأول مرة في عام 1956.

## الأعراض والعلامات
عادة ما تكون أول الأعراض هي الشد العضلي، الرعاش، الحمى، أعراض عدم استقرار الجهاز العصبي اللاإرادي مثل عدم إستقرار ضغط الدم، والتغير المفاجئ في الحالة العقلية (هياج، هذيان، أو غيبوبة). بمجرد ظهور هذه الأعراض ، قد تتطور بسرعة وتبلغ ذروة شدتها في أقل من ثلاثة أيام، ويمكن أن تستمر هذه الأعراض من ثماني ساعات إلى أربعين يومًا.
يُسيء الأطباء أحيانًا تفسير الأعراض على أنها أعراض مرض عقلي ما قد يؤدي إلى تأخر العلاج. من غير المرجح الإصابة بمتلازمة مضادات الذهان الخبيثة إذا كان الشخص مستقرًا لفترة من الزمن سابقًا على تناول مضادات الذهان، خاصة في الحالات التي لم تتغير فيها كمية الجرعة ولم تكن هناك مشكلات تتعلق بعدم الامتثال لتعاطي الدواء أو استهلاك المواد ذات التأثير النفسي المعروفة بتفاقمها لحالة الذهان.
فيما يلي قائمة ببعض الأعراض:
1) زيادة درجة حرارة الجسم أكثر من 38 درجة مئوية (100.4 درجة فهرنهايت)
2) تشوش أو حدوث تغير في الوعي
3) تعرق
4) صلابة العضلات
5) اختلال لا إرادي في التوازن

## الأسباب
تنتج متلازمة مضادات الذهان الخبيثة عادة عن تعاطي الأدوية المضادة للذهان، ويمكن أن تؤدي مجموعة واسعة من الأدوية إلى الإصابة بمتلازمة مضادات الذهان الخبيثة. تم الإبلاغ عن أنّ الأفراد الذين يستخدمون البيوتروفونات (مثل هالوبيريدول والدروبيريدول) أو الفينوثيازين (مثل البروميثازين والكلوربرومازين) هم الأكثر تعرضًا للخطر. ومع ذلك، فإن العديد من مضادات الذهان غير النمطية مثل الكلوزابين، والأولانزابين، والريسبيريدون، والكويتيابين، والزيبراسيدون قد أدت للإصابة في بعض الحالات.
قد تحدث متلازمة مضادات الذهان الخبيثة أيضًا عند الأشخاص الذين يتناولون أدوية الدوبامين (مثل الليفودوبا) لعلاج مرض باركنسون، غالبًا عند تقليل جرعة الدواء بشكل مفاجئ.  بالإضافة إلى ذلك، يمكن أن تحفز الأدوية الأخرى ذات النشاط المضاد للدوبامين، مثل الميتوكلوبراميد المضاد للإقياء، الإصابة بمتلازمة مضادات الذهان الخبيثة. حتى الأدوية التي لا تمتلك نشاطًا معروفًا مضادًا للدوبامين قد ارتبطت بالإصابة بمتلازمة مضادات الذهان الخبيثة؛ وتشمل الأمثلة الأموكسابين والليثيوم. أيضًا، من المعروف أن الديسيبرامين، والدوثييبين، والفينيلزين، والتيترابينازين، والريسبيربين جميعها تحفز الإصابة بمتلازمة مضادات الذهان الخبيثة. على المستوى الجزيئي، تنتج متلازمة مضادات الذهان الخبيثة عن انخفاض ملحوظ مفاجئ في نشاط الدوبامين، إما بسبب سحب العوامل الدوبامينية أو بسبب حصار مستقبلاته.

### عوامل الخطر
إحدى أوضح عوامل الخطر المساهمة في تطوير متلازمة مضادات الذهان الخبيثة هو شوط العلاج الدوائي المختار لعلاج حالة مرضية معينة. من المعروف أن استخدام مضادات الذهان عالية الفاعلية، والزيادة السريعة في كمية جرعة مضادات الذهان، واستخدام أنواع طويلة المفعول من مضادات الذهان كلها تزيد من خطر الإصابة بمتلازمة مضادات الذهان الخبيثة.
لقد زُعم أن هناك عامل خطر وراثي للإصابة بمتلازمة مضادات الذهان الخبيثة، إذ  أن هناك حالة لإصابة توائم متطابقة بالمرض، وحالة أخرى لإصابة أم وابنتيها.
من الناحية الديموغرافية، يبدو أن الذكور، وخاصة أولئك الذين تقل أعمارهم عن أربعين عامًا، معرضون لخطر أكبر لتطوير متلازمة مضادات الذهان الخبيثة، على الرغم من أنه من غير الواضح ما إذا كانت الإصابة المتزايدة ناتجة عن زيادة استخدام مضادات الذهان لدى الرجال دون الأربعين عامًا. وقد اقتُرح أيضًا أن النساء بعد الولادة قد يكونون أكثر عرضة لخطر الإصابة بمتلازمة مضادات الذهان الخبيثة.
يُعتبر خرف أجسام لوي (أو الخرف المصاحب لأجسام لوي) عامل خطر مهم لهذه الحالة، إذ يكون المصابون بهذا المرض حساسين للغاية لمضادات الذهان. نتيجة لذلك، يجب استخدام مضادات الذهان بحذر في جميع حالات الخرف.

## التشخيص

### التشخيص التفريقي
يمكن أن يكون تمييز متلازمة مضادات الذهان الخبيثة عن الاضطرابات العصبية الأخرى أمرًا صعبًا للغاية. يتطلب الأمر قرار الخبراء لفصل أعراض متلازمة مضادات الذهان الخبيثة عن الأمراض الأخرى. بعض التشخيصات الخاطئة الأكثر شيوعًا هي التهاب الدماغ، واعتلال الدماغ السام، وحالة الصرع، وضربة الشمس، وفرط الحرارة الخبيث. نظرًا للندرة النسبية لمتلازمة مضادات الذهان الخبيثة، غالبًا ما يتم تجاهلها، ما يؤدي لتأخير العلاج الفوري للمتلازمة. قد يؤدي تعاطي المخدرات مثل الكوكايين والأمفيتامين إلى أعراض مماثلة أيضًا.
يشبه التشخيص التفريقي  لمتلازمة مضادات الذهان الخبيثة التشخيص الخاص بفرط الحرارة، ويشمل متلازمة السيروتونين أيضًا. تشمل الميزات التي تفرق متلازمة مضادات الذهان الخبيثة عن متلازمة السيروتونين: نقص الحراك، وصلابة العضلات، وارتفاع عدد خلايا الدم البيضاء. 

## العلاج
متلازمة مضادات الذهان الخبيثة هي حالة طبية طارئة يمكن أن تؤدي إلى الوفاة إذا لم تعالج. الخطوة الأولى هي إيقاف تعاطي الدواء المضاد للذهان وعلاج فرط الحرارة بقوة، مثل وضع بطانيات التبريد أو عبوات الثلج تحت الإبطين والفخذ. من المهم توفير الرعاية الداعمة في وحدة العناية المركزة القادرة على دعم الدورة الدموية والتنفس الصناعي. لا يزال أفضل علاج دوائي غير واضح. استُخدم الدانترولين لتقليل صلابة العضلات عند الحاجة، ومؤخرًا أظهرت أدوية سبيل الدوبامين مثل البروموكريبتين فائدةً في العلاج. الأمانتادين هو خيار علاجي آخر بسبب تأثيره على الدوبامين ومضادات الكولين. يمكن استخدام الأبومورفين ولكن مفعوله غير مدعوم بالكثير من الأدلة. يمكن استخدام البنزوديازيبينات للسيطرة على الهيجان. يمكن أن تؤدي مستويات الميوغلوبين المرتفعة في الدم إلى تلف في الكلى، وبالتالي قد يتطلب الأمر إماهة وريدية شديدة مع إدرار البول. عندما يتم التعرف على متلازمة مضادات الذهان الخبيثة مبكرًا، يمكن التحكم بالحالة بنجاح؛ ومع ذلك، فإنّ نسبة الوفاة تصل إلى 10%. 
إذا احتاج المريض لاحقًا إلى مضادات الذهان، يوصى بتجربة جرعة منخفضة من مضادات الذهان غير النمطية منخفضة الفعالية.